# Ildebrando Orlandi
Ildebrando Orlandi (Pisa, ... – ...; fl. XII secolo) è stato un politico e generale italiano.

## Biografia
Ildebrando Orlandi nacque a Pisa.
Nel 1114, a Ildebrando fu affidato il comando delle truppe pisane nella spedizione alle isole Baleari, con la quale ottenne un'iniziale vittoria; difatti numerosi ostaggi cristiani furono liberati e fu debellata la pirateria di Maiorca. Tuttavia, la conquista durò solo pochi mesi a causa dell'arrivo degli Almoravidi nelle Baleari. Oltre alla carriera militare, Ildebrando si prodigò anche nella carriera politica e diplomatica divenendo console e ambasciatore della repubblica di Pisa.
A Ildebrando è dedicata tutt'oggi una via a Marina di Pisa.